# 岩手県道159号久田笹長根線
岩手県道159号久田笹長根線（いわてけんどう159ごう きゅうでんささながねせん）は、岩手県北上市和賀町から胆沢郡金ケ崎町を通過して北上市相去町に至る一般県道である。

## 概要
岩手県北上市和賀町岩崎を起点とし、胆沢郡金ケ崎町の北部を通過して北上市相去町の国道4号交点に至る。

### 路線データ
- 起点：北上市和賀町岩崎（岩手県道122号夏油温泉江釣子線交点）
- 終点：北上市相去町笹長根（国道4号交点）

## 地理

### 通過する自治体
- 北上市
- 胆沢郡金ケ崎町

### 交差する道路
- 岩手県道122号夏油温泉江釣子線（北上市和賀町岩崎）
- 岩手県道302号前沢北上線（金ケ崎町六原）
- 国道4号（北上市相去町笹長根）

## 関連記事
- 岩手県の県道一覧